# Byssogene amboinensis
Byssogene amboinensis är en svampart som beskrevs av Syd. 1922. Byssogene amboinensis ingår i släktet Byssogene, ordningen Dothideales, klassen Dothideomycetes, divisionen sporsäcksvampar och riket svampar.   Inga underarter finns listade i Catalogue of Life.